# Singaperumalkoil

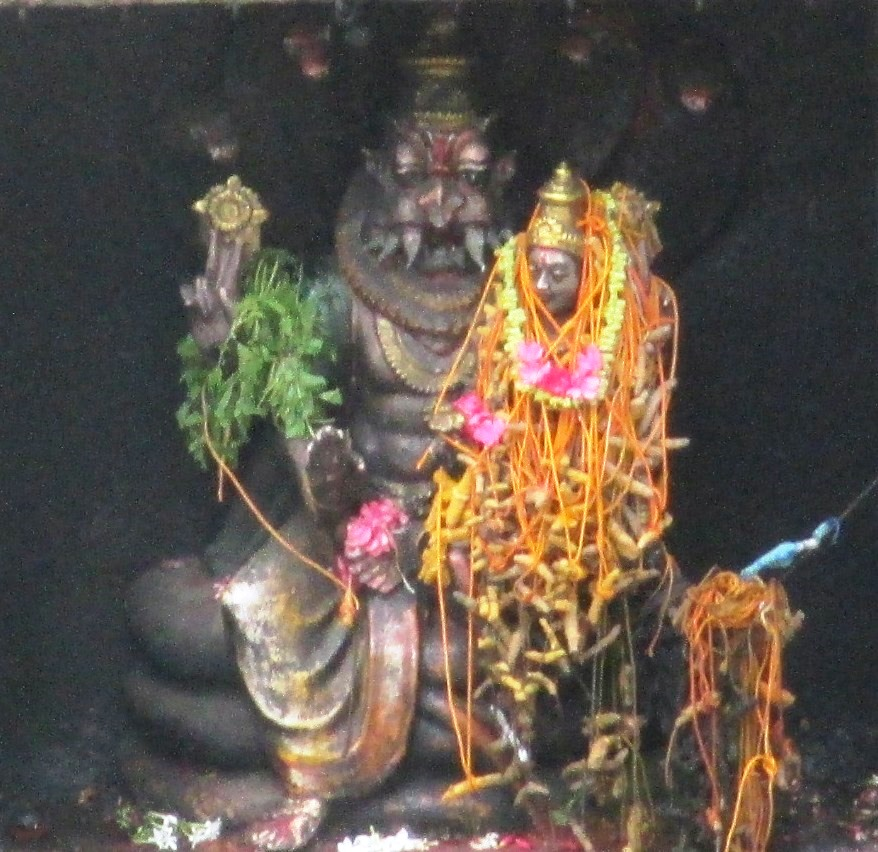
Narasimha mit Lakshmi auf dem Schoß

Singaperumalkoil oder auch Singaperumal Kovil (Tamil: சிங்கபெருமாள்கோவில் Ciṅkaperumaḷkōvil [ˈsiŋɡəˌperumaːɭˌkoːʋil]) ist eine Kleinstadt im südindischen Bundesstaat Tamil Nadu mit rund 14.000 Einwohnern. Im Ort befindet sich ein in der Region populäres Heiligtum zu Ehren Narasimhas, eines Avatara des Hindu-Gottes Vishnu.

## Lage
Singaperumalkoil befindet sich ca. 60 km (Fahrtstrecke) südwestlich von Chennai bzw. ca. 40 km südöstlich von Kanchipuram in einer Höhe von knapp 50 m ü. d. M. Verwaltungsmäßig gehört der Ort zum Taluk Chengalpattu des Distrikts Chengalpattu. Das Klima ist meist schwülwarm; Regen fällt hauptsächlich während der Monsunmonate Juli bis Dezember.

## Bevölkerung
Knapp 88,5 % der zumeist Tamil sprechenden Einwohner des Ortes sind Hindus, gut 8,5 % sind Moslems, knapp 2 % sind Christen und ca. 0,5 % sind Jains. Der Rest von 0,5 % entfällt auf andere Religionsgruppen wie Sikhs, Buddhisten etc. Der männliche und der weibliche Bevölkerungsanteil sind etwa gleich hoch.

## Geschichte
Wie weit die Geschichte des Ortes zurückreicht ist unklar; der erste Narasimha-Tempel stammt jedoch mit großer Wahrscheinlichkeit noch aus der Pallava-Epoche (7. Jahrhundert); er wurde jedoch in der Chola-Periode (9.–12. Jahrhundert) erweitert.

## Sehenswürdigkeiten
Der Narasimha-Tempel befindet sich auf einer felsigen Anhöhe (Paadralathi Hill) und war ursprünglich ein einfacher, in das ortsansässige Granitgestein hinein gehauener Höhlentempel mit nur einer Cella (garbhagriha) und zwei seitlichen Wächterfiguren (dvarapalas). Das Kultbild ist eine aus dem Fels herausgearbeitete Figur des auf einem Schlangenkissen sitzenden Narasimha; die auf seinem Schoß sitzende Göttin Lakshmi und die heutigen Freibautempel gehören zu einer späteren Bauphase in der Chola-Zeit (10./11. Jahrhundert), in welcher auch ein größerer Schrein zu Ehren der Göttin Lakshmi (hier Ahobilavalli genannt) entstand.